# Kenneth Thompson (hokejist)
Kenneth Thompson, britanski profesionalni hokejist, * 29. maj 1881, Oakengates, Anglija, † 25. november 1933.
Igral je na položaju napadalca. Za moštvo Montreal Wanderers je igral dve sezoni, eno v ligi National Hockey Association in eno v ligi NHL. 

## Kariera
Thompson je bil vsestranski hokejist, ki je enako dobro igral na položaju levega krilnega napadalca in centra. Rodil se je v Veliki Britaniji, a kariero začel v članskih amaterskih vrstah v Montrealu. Do leta 1916 je zaigral za moštva Montreal HLP, Montreal Shamrocks, Univerzo Laval in All-Montreal. 
V sezoni 1916/17 je igral za NHA ekipo Montreal Wanderers in v sezoni zbral 14 nastopov. Tudi v naslednji sezoni je ostal pri Wanderersih in debitiral v ligi NHL, a do več kot enega nastopa ni prišel, ker je na začetku sezone pogorela domača dvorana Wanderersov, dvorana Montreal Arena. Brez dvorane se je klub umaknil iz lige in razpadel. Thompson se je nato dokončno upokojil od aktivnega igranja. 

### Pregled kariere
Odebeljeno - reprezentančni nastopi, glej tudi Statistika pri hokeju na ledu.
| Moštvo             | Liga  | Sezona |    | Redni del | Redni del | Redni del | Redni del | Redni del | Redni del |   | Končnica | Končnica | Končnica | Končnica | Končnica | Končnica |
| ------------------ | ----- | ------ | -- | --------- | --------- | --------- | --------- | --------- | --------- | - | -------- | -------- | -------- | -------- | -------- | -------- |
| Moštvo             | Liga  | Sezona | OT | G         | P         | T         | +/-       | KM        | OT        | G | P        | T        | +/-      | KM       |          |          |
| Montreal HLP       | MTMHL | 13/14  |    | 10        | 7         | 0         | 7         |           | 15        |   |          |          |          |          |          |          |
| Montreal Shamrocks | MCHL  | 13/14  |    | 1         | 0         | 0         | 0         |           | 0         |   |          |          |          |          |          |          |
| Univerza Laval     | MTMHL | 13/14  |    | 3         | 0         | 3         | 3         |           |           |   | 1        | 0        | 0        | 0        |          | 0        |
| All-Montreal       | MCHL  | 14/15  |    | 11        | 14        | 0         | 14        |           | 9         |   |          |          |          |          |          |          |
| Univerza Laval     | MCHL  | 15/16  |    | 10        | 8         | 0         | 8         |           | 6         |   | 1        | 0        | 0        | 0        |          | 0        |
| Montreal Wanderers | NHA   | 16/17  |    | 14        | 1         | 0         | 1         |           | 8         |   |          |          |          |          |          |          |
| Montreal Wanderers | NHL   | 17/18  |    | 1         | 0         | 0         | 0         |           | 0         |   |          |          |          |          |          |          |
| Skupaj             |       |        |    | 50        | 30        | 3         | 33        |           | 38        |   | 2        | 0        | 0        | 0        |          | 0        |